# 21 cm Kanone 39
21 cm Kanone 39 (21 cm K.39) – niemiecka armata polowa z okresu II wojny światowej. Armata K.39 miała łoże pozycyjne. Zamek klinowy. Zasilanie amunicją składaną. Trakcja motorowa lub kolejowa.